# Gemeinde (Österreich)
Die 2.092 Gemeinden in Österreich (Stand 4. Juli 2025) sind die unterste Ebene der Verwaltungsgliederung und sind in der Bundesverfassung verankert.
Grundsätzlich gehört nach Art. 116 Abs. 1 des Bundes-Verfassungsgesetzes in Österreich jede Fläche im Staatsgebiet einer Gemeinde an. Es gibt keine gemeindefreien Gebiete wie in anderen Staaten.
Auch die Bundeshauptstadt Wien und die anderen Statutarstädte sind Gemeinden, jedoch weichen deren Organisationsstrukturen und Aufgaben erheblich von den „gewöhnlichen“ Gemeinden ab.

## Begriff der Gemeinde
Die Gemeinde als Gebietskörperschaft der Kommunalebene wird in Österreich allgemein Gemeinde genannt, im Bundes-Verfassungsgesetz Ortsgemeinde.
Gelegentlich wird zur Präzisierung die Bezeichnung politische Gemeinde verwendet – zum Beispiel um die Unterscheidung zwischen (politischer) Gemeinde und Katastralgemeinde (Vermessungseinheit) zu verdeutlichen.
Das Wort Kommune als Bezeichnung für Gemeinde ist in Österreich veraltet bzw. veraltend. Man spricht allerdings von kommunalen Einrichtungen oder Kommunalsteuern.
Die kommunale Verwaltungsebene entspricht LAU 2 in der europäischen NUTS-Systematik.

## Rechtsstellung und Organisation
Rechtlich besteht kein Unterschied zwischen kleinen und großen Gemeinden. Eine Gemeinde kann aus mehreren Orten bestehen. Die Fläche einer Gemeinde umfasst für gewöhnlich mehrere Katastralgemeinden des Grundbuchs, die aber von der politischen Verwaltung unabhängig und mit den Ortschaften als geographische und statistische Einheiten nicht unbedingt deckungsgleich sind. So kann es vorkommen, dass eine Gemeinde nur aus einem Ort besteht, aber mehrere Katastralgemeinden umfasst. Andererseits ist es möglich, dass eine Gemeinde zahlreiche Katastralgemeinden umfasst, auf deren Fläche sich ihrerseits wieder einer oder mehrere Orte befinden. Dies hat oft mit dem Zeitpunkt jeweiliger Gemeindereformen und damit verbundenen Zusammenlegungen zu tun.
Art. 120 B-VG sieht eine Zusammenfassung von Ortsgemeinden zu Gebietsgemeinden nach dem Muster der Selbstverwaltung vor, verlangt
jedoch ein Durchführungsgesetz in der Form eines Bundesverfassungsgesetzes, das jedoch nie erlassen wurde.

### Organe der Gemeinde
Die Organe der Gemeinde sind:
- Der Gemeinderat (in Vorarlberg und Salzburg: „Gemeindevertretung“), der in geheimer und direkter Wahl gewählt wird, ist das beschließende und überwachende Organ. Er setzt sich aus den Gemeinderäten zusammen. Eigentlich werden bei der Gemeinderatswahl Listen von Wahlparteien gewählt. Diesen werden dann nach dem d’Hondtschen Verfahren im Verhältnis der erzielten Wählerstimmen die Mandate zugeteilt. Nur Personen, die auf dem Wahlvorschlag einer Wahlpartei kandidiert haben, können in den Gemeinderat einberufen werden.
- Der Gemeindevorstand (in Stadtgemeinden „Stadtrat“, in Städten mit eigenem Statut „Stadtsenat“), der aus der Mitte der Gemeinderäte gewählt wird, ist das vollziehende Organ im eigenen Wirkungsbereich. Er besteht aus dem Bürgermeister, den Vizebürgermeistern und weiteren Mitgliedern.
- Der Bürgermeister ist das vollziehende Organ im übertragenen Wirkungsbereich. Der Bürgermeister wird je nach Bundesland entweder vom Gemeinderat oder in direkter Wahl gewählt. Die Direktwahl der Bürgermeister gibt es derzeit in sechs Bundesländern: Burgenland, Kärnten, Oberösterreich, Salzburg, Tirol und Vorarlberg. Ende 2019 haben von den 2096 Gemeinden 177 Bürgermeisterinnen (8,44 %, siehe Frauenanteile ab 2015).[7]

Für einzelne Ortsteile kann als direkter Vertreter des Bürgermeisters vor Ort ein Ortsvorsteher, der auch aus dem Kreis der Gemeinderäte stammen kann, eingesetzt werden.

### Gemeindeamt, Marktgemeindeamt, Stadtamt und Magistrat

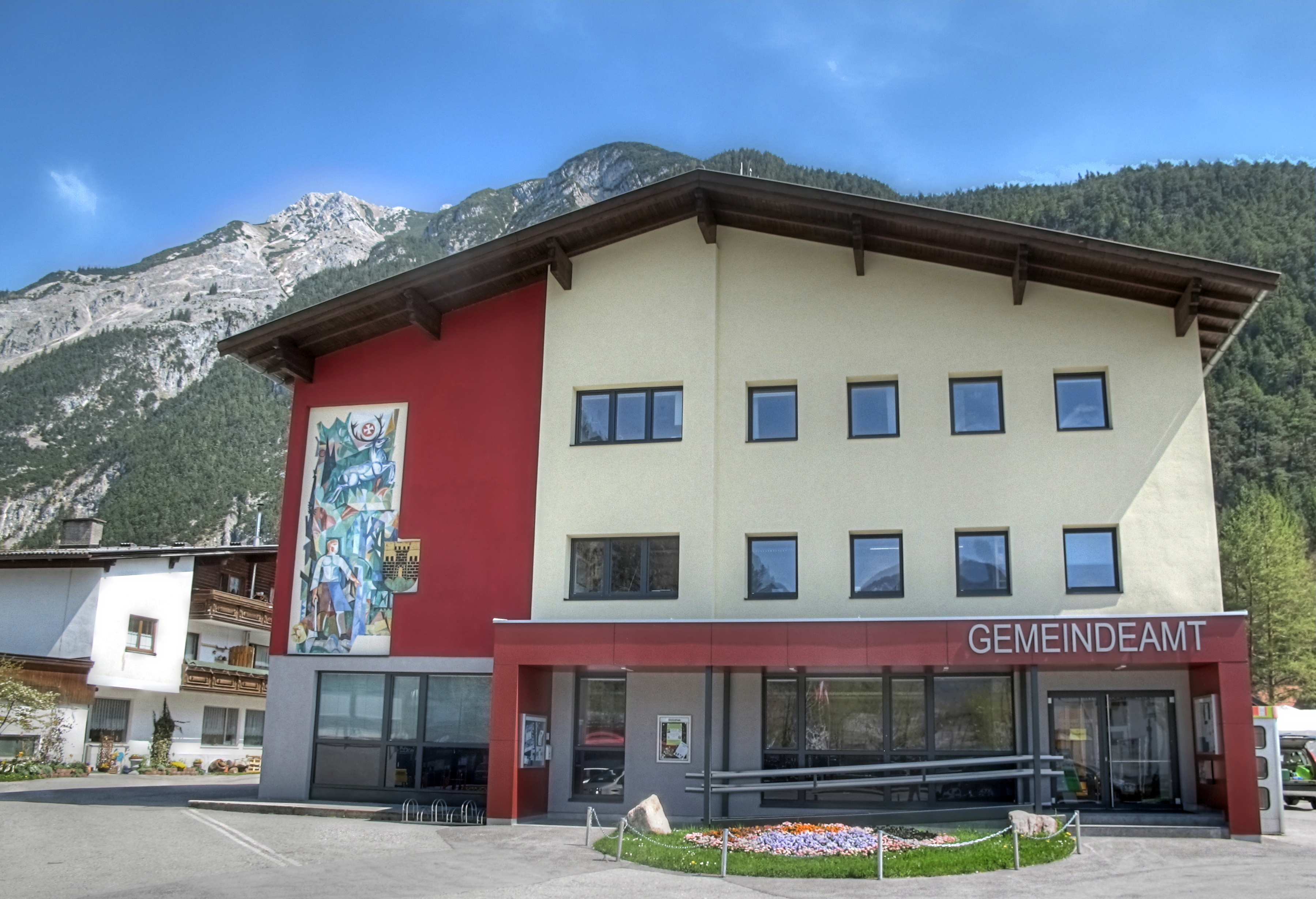
Gemeindeamt Scharnitz in Tirol

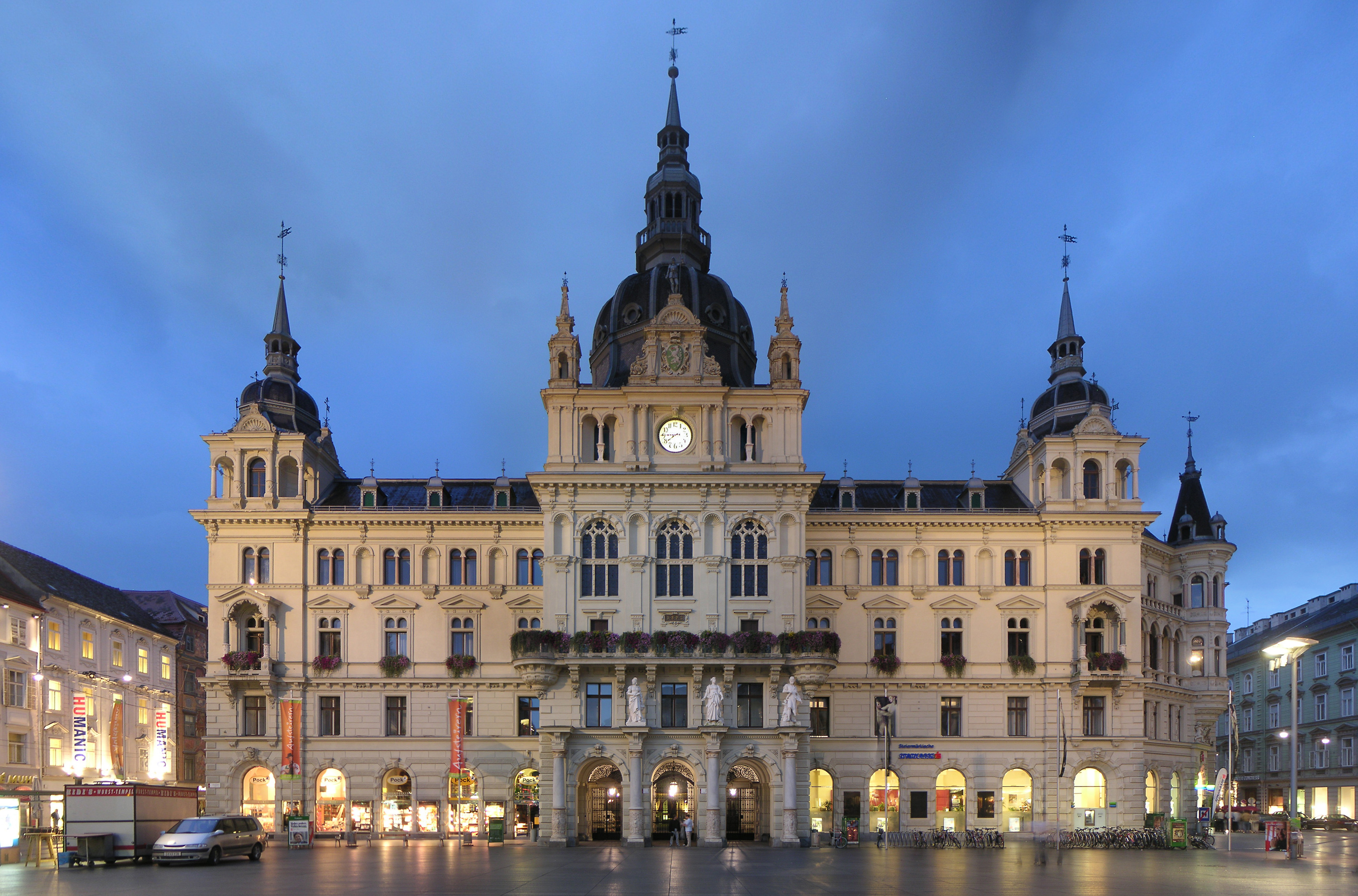
Grazer Rathaus

Die Verwaltungsbehörde der Gemeinde wird Gemeindeamt genannt, in Marktgemeinden Marktgemeindeamt, in Stadtgemeinden Stadtamt und in Statutarstädten Magistrat. Das Gebäude, in dem die Gemeindeverwaltung untergebracht ist, wird in Stadtgemeinden und Statutarstädten Rathaus, in den anderen Gemeinden üblicherweise Gemeindeamt bzw. Marktgemeindeamt genannt. Bei Gemeinden, die aus mehreren Ortsteilen beziehungsweise Katastralgemeinden bestehen, befindet sich die Gemeindeverwaltung meist im (namensgebenden) Hauptort. Um auch der Bevölkerung in den anderen Ortsteilen einen einfachen Zugang zur Ortsverwaltung zu ermöglichen, können Außenstellen eingerichtet sein.

### Gemeindeaufsicht
Die Gemeinden unterliegen der Rechtsaufsicht durch das Land, die von der Landesregierung und teilweise auch von den Bezirkshauptmannschaften ausgeübt wird. Die Gemeindeaufsicht soll sicherstellen, dass die Gemeinde die für sie geltenden Gesetze und Verordnungen nicht verletzt, sie ihren Wirkungsbereich nicht überschreitet und sie ihre Aufgaben erfüllt (Art. 119a B-VG). Darüber hinaus prüft die Gemeindeaufsicht auch die ordnungsgemäße Finanzgebarung der Gemeinden. Gemeinden mit zumindest 10.000 Einwohnern unterstehen nach Art. 127a B-VG auch der Kontrolle durch den Rechnungshof. Nach Art. 127c B-VG können die Länder die Gemeinden mit weniger als 10.000 Einwohnern der Kontrolle eines eventuell bestehenden Landesrechnungshofes unterwerfen.

### Interessenvertretungen der Gemeinden
Die Vertretung der Städte und Gemeinden gegenüber dem Land und dem Bund sind der Österreichische Städtebund und der Österreichische Gemeindebund. Beide Interessenvertretungen sind seit 1988 in der Bundesverfassung ausdrücklich genannt und als Vertretungen der Gemeinden anerkannt (Art. 115 Abs. 3 B-VG).
Während der Österreichische Städtebund bereits 1915 gegründet bzw. 1946 wiedergegründet wurde, besteht der Österreichische Gemeindebund seit 1947. Städtetage als Spitzentreffen gab es schon ab 1887, den ersten Österreichischen Gemeindetag beging man 1948. Die Doppelmitgliedschaft bei beiden Organisationen ist möglich. Für die Mitgliedschaft im Städtebund ist es nicht unbedingt nötig, dass eine Gemeinde auch den Titel Stadt trägt, auch Märkte und Gemeinden mit über 10.000 Einwohnern werden durch den Städtebund vertreten (z. B. die Marktgemeinde Lustenau).

## Aufgaben
Die Aufgaben der Gemeinde werden in der österreichischen Bundesverfassung und in den jeweiligen Gemeindeordnungen geregelt, die Landesgesetze sind.
Dabei wird zwischen gesetzlichen und freiwilligen Aufgaben einer Gemeinde unterschieden. Statutarstädte nehmen neben den Aufgaben einer Gemeinde auch solche der Bezirksverwaltung wahr; die Gemeinde Wien zusätzlich die Landesaufgaben. Gemeinden sind vollständige Rechtspersönlichkeiten (als Gebietskörperschaften) und können für die Erledigung ihrer Angelegenheiten sowohl Firmen, als auch Gemeindeverbände gründen.

### Gesetzliche Aufgaben
Die Gemeinden haben eine Reihe von Aufgaben wahrzunehmen, die ihnen durch Bundes- oder Landesgesetz übertragen sind:
- Verwaltung der Gemeindefinanzen
- Brandschutz und Rettungswesen
- Straßenbau und Erhaltung der Gemeindestraßen (siehe Straßensystem in Österreich)
- Schulerhalter von Volksschulen, Neue Mittelschulen, Sonderschulen und Schulen des Polytechnischen Lehrganges
- Meldewesen
- Matrikenwesen (Führung der Personenstandsbücher, siehe Standesamt)
- örtliche Raumplanung (Gemeindeplanung)
- örtliche Sicherheitspolizei
- örtliche Baupolizei

Teilweise fallen diese Aufgaben in den eigenen Wirkungsbereich. Dabei sind die Organe der Gemeinden an keine Weisungen staatlicher Behörden gebunden. Die staatlichen Behörden können in diesen Fällen nur eine Rechtsaufsicht ausüben. Darüber hinaus besteht ein übertragener Wirkungsbereich. In diesen Angelegenheiten ist der Bürgermeister – der in Angelegenheiten des übertragenen Wirkungsbereich ausschließlich zuständig ist – an die Weisungen der zuständigen staatlichen Behörden (Bundesbehörden, Landesbehörden) gebunden.

### Freiwillige Aufgaben
Neben den gesetzlich zugewiesenen Aufgaben können die Gemeinden im Interesse ihrer Bürger auch weitere Aufgaben übernehmen. Beispiele für solche Aufgaben wäre die Errichtung von:
- Gemeindewachkörpern
- öffentlichen Wasserleitungen
- Kanalisationen
- Gemeindewohnungen

Um wichtige Aufgaben effizienter durchführen zu können, wird von Gemeinden in vielen Fällen die Möglichkeit genutzt, sich freiwillig zu Gemeindeverbänden zusammenzuschließen. Das geschieht etwa:
- im Rahmen der kommunalen Abfallwirtschaft zu Abfallverbänden
- im Abwasserwesen zu Abwasserverbänden
- im Schulwesen zu Schulgemeinden/Schulsprengeln
- im Sozialhilfewesen (in einigen Bundesländern in Form von Sozialhilfeverbänden; zumeist auf Bezirksebene)

Häufig schließen sich Gemeinden auch zu einem Staatsbürgerschaftsverband oder Standesamtsverband bzw. zu gemeinsamen Standesamts- und Staatsbürgerschaftsverbänden zusammen.

## Gemeindename
Der Gemeindename ist in den meisten Fällen identisch mit dem Namen des größten Ortes. Im Zuge der verschiedenen Gemeindereformen können sie aber einen künstlichen, das heißt relativ neuen Namen erhalten haben, beispielsweise durch Anhängen einer Zusatzinformation zur leichteren Lokalisierung, vor allem, wenn es sich um einen häufigeren Ortsnamen handelt. Auch Doppelnamen von zwei gleich großen Siedlungen kommen vor. Falls der Gemeindename nicht einem Siedlungsnamen entspricht, kann man diesen kaum auf einer Landkarte oder einer Ortstafel finden.
Aber auch bei den Schreibweisen gibt es Eigenheiten. So können die Schreibweisen in den Registern der jeweiligen Landesregierung von den geografischen Schreibweisen des Bundesamts für Eich- und Vermessungswesen leicht differieren. Beispielsweise werden Bindestriche einmal weggelassen, im anderen Fall hinzugefügt, dasselbe gilt für Präfixe wie St. und Sankt. Auch die s-Schreibweise kann differieren, so dass ein Ortsname einmal mit ß, das andere Mal mit ss geschrieben wird.

### Choronyme
Die Namen von Bezirken, Gerichtsbezirken und anderen Behörden, Schulen oder Vereinen stimmen nicht immer mit dem Namen der Sitzgemeinde überein, ebenso wie viele Ortschaften und Katastralgemeinden einen abweichenden Namen führen, sogenannte Choronyme. Sogar die Gemeinden, die Statistik Austria und die genannten Institutionen führen teilweise einen oder mehrere abweichende Namen zu einer Gemeinde.
Beispiele
- Brand-Laaben: Die Gemeinde umfasst u. a. die beiden Katastralgemeinden Brand und Laaben, das Gemeindeamt ist in der größten Ortschaft: Laaben.
- Wienerwald: Es gibt keinen gleichnamigen Ort, nur die verschiedenen Katastralgemeinden Grub, Dornbach, Sulz im Wienerwald und Sittendorf sowie die Orte Wöglerin, Gruberau, …
- Zwentendorf an der Donau: Die Katastralgemeinde selbst heißt nur Zwentendorf, durch den Zusatz kann sie leichter von Zwentendorf (Gemeinde Gnadendorf) unterschieden werden.
- Zwettl-Niederösterreich: Im Gegensatz zu dieser offiziellen Bezeichnung wird im Alltag nur von Zwettl gesprochen, eine der 61 Katastralgemeinden heißt Zwettl Stadt.

| wer legt welche Namen fest? unterschiedliche Schreibweisen an Beispielen | wer legt welche Namen fest? unterschiedliche Schreibweisen an Beispielen | wer legt welche Namen fest? unterschiedliche Schreibweisen an Beispielen | wer legt welche Namen fest? unterschiedliche Schreibweisen an Beispielen | wer legt welche Namen fest? unterschiedliche Schreibweisen an Beispielen | wer legt welche Namen fest? unterschiedliche Schreibweisen an Beispielen | wer legt welche Namen fest? unterschiedliche Schreibweisen an Beispielen | wer legt welche Namen fest? unterschiedliche Schreibweisen an Beispielen | wer legt welche Namen fest? unterschiedliche Schreibweisen an Beispielen | wer legt welche Namen fest? unterschiedliche Schreibweisen an Beispielen | wer legt welche Namen fest? unterschiedliche Schreibweisen an Beispielen | wer legt welche Namen fest? unterschiedliche Schreibweisen an Beispielen |
| wer?                                                                     | Landesrecht                                                              | Landesrecht                                                              | BEV                                                                      | Gemeinde                                                                 | Bund                                                                     | Homepage Bezirk***                                                       | Homepage Bezirk***                                                       | Homepage Gem.                                                            | Statistik Austria***                                                     | Statistik Austria***                                                     | Statistik Austria***                                                     |
| Name für: –––– Quelle                                                    | Bezirk                                                                   | Gemeinde                                                                 | KG                                                                       | Ortschaft                                                                | Bez.-Ger.                                                                | Bezirk                                                                   | Gem.                                                                     | Gem. / KG / O.                                                           | Bezirk                                                                   | Gem.                                                                     | O.                                                                       |
| ------------------------------------------------------------------------ | ------------------------------------------------------------------------ | ------------------------------------------------------------------------ | ------------------------------------------------------------------------ | ------------------------------------------------------------------------ | ------------------------------------------------------------------------ | ------------------------------------------------------------------------ | ------------------------------------------------------------------------ | ------------------------------------------------------------------------ | ------------------------------------------------------------------------ | ------------------------------------------------------------------------ | ------------------------------------------------------------------------ |
| K                                                                        | Sankt Veit an der Glan                                                   | St. Veit                                                                 | St.                                                                      | St.                                                                      | Sankt                                                                    | St.V…                                                                    | St.                                                                      |                                                                          | Sankt                                                                    | St.                                                                      | St.                                                                      |
| N                                                                        | St. Pölten                                                               | Sankt                                                                    | St.                                                                      | St.                                                                      | St.                                                                      | St.                                                                      | St.                                                                      | St. / St. / ?                                                            | Sankt Pölten(Land)                                                       | St.                                                                      | St.                                                                      |
| O                                                                        | –                                                                        | St. Johann am Walde                                                      | Sankt                                                                    | St. Johann*                                                              | –                                                                        | –                                                                        | Sankt                                                                    | beide / ? / St.                                                          | –                                                                        | St.                                                                      | Sankt                                                                    |
| S                                                                        | St. Johann im Pongau                                                     | St.                                                                      | St.                                                                      | Sankt                                                                    | Sankt                                                                    | St.                                                                      | beide                                                                    |                                                                          | Sankt                                                                    | Sankt                                                                    | Sankt                                                                    |
| St                                                                       | –                                                                        | Sankt Johann in der Haide                                                | St.                                                                      | Sankt                                                                    | –                                                                        | –                                                                        | Sankt                                                                    | beide** / St. / St.                                                      | –                                                                        | Sankt                                                                    | Sankt                                                                    |
| T                                                                        | –                                                                        | St. Johann in Tirol                                                      | St.                                                                      | St.                                                                      | –                                                                        | –                                                                        | St.                                                                      | St. / ? / ?                                                              | –                                                                        | St.                                                                      | St.                                                                      |

* ohne nähere Bezeichnung
** auch: St. Johann i. d. Haide
*** übernehmen festgelegte Namen tw. falsch

#### St.oderSankt
In Österreich führen 147 Gemeinden einen Gemeindenamen mit dem Namensbestandteil St. oder Sankt (Stand 2025). Davon beginnen:
- 105 mit St.
- 29 mit Sankt
- Das Bundesamt für Eich- und Vermessungswesen (BEV) verwendet einheitlich bei allen Katastralgemeinden „St.“
- Statistik Austria bezeichnet drei (=alle) Bezirke mit Sankt[16]

Nicht am Anfang des Gemeindenamens enthalten
- 7 Gemeindenamen St. z. B. Aspangberg-St. Peter, Bad St. Leonhard im Lavanttal, Groß St. Florian;
- 6 Gemeindenamen Sankt, z. B. Altenmarkt bei Sankt Gallen, Markt Sankt Martin, Tragöß-Sankt Katharein.

Bundesländer
- St. enthalten 13 Gemeindenamen in Kärnten, 22 in Niederösterreich, 40 in Oberösterreich, 10 in Salzburg,[17] 9 in Tirol und 3 in Vorarlberg
- Sankt enthalten 5 Gemeindenamen im Burgenland
- Beide Varianten gibt es nur in der Steiermark: 4 St. und 41 Sankt

### Marktgemeinden, Stadtgemeinden und Statutarstädte
Den Gemeinden kann aufgrund der Gemeindeordnungen der Länder die Bezeichnung Marktgemeinde oder die höherrangige Bezeichnung Stadtgemeinde verliehen werden. In der Steiermark sieht zum Beispiel § 3 Abs. 1 der Gemeindeordnung vor, dass „Gemeinden mit 10.000 Einwohnern […], die sich wegen ihrer geschichtlichen Entwicklung und wegen ihrer aktuellen wirtschaftlichen und demografischen Bedeutung auszeichnen und zentrale Orte eines größeren Gebietes oder Anziehungspunkt für das umliegende Siedlungsgefüge darstellen“, zur Stadtgemeinde erhoben werden können. Für die Erhebung zur Marktgemeinde gilt nach § 3 Abs. 2 der Gemeindeordnung eine Mindestzahl von 3.000 Einwohnern, sonst gelten dieselben Bedingungen. Die Erhebung zur Markt- oder Stadtgemeinde erfolgt durch die Landesregierung. Die Verleihung dieser Titel erfolgt ausschließlich aus Gründen des Prestiges für die Gemeinde, hat jedoch keine rechtlichen Folgen. Die Bezeichnung der Gemeinden als Markt- oder Stadtgemeinde ist vielfach historischen Ursprungs und steht nicht in Zusammenhang mit deren Einwohnerzahl. So gibt es Marktgemeinden mit etwa 15.000 Einwohnern, aber auch wesentlich kleinere Städte.
Gemeinden, die nicht zur Markt- oder Stadtgemeinde erhoben wurden, führen offiziell nur die Bezeichnung „Gemeinde“. Die Statistik Austria bezeichnet sie auch als Gemeinden ohne Status. Der historische Begriff Landgemeinde bezog sich auf alle Gemeinden, die keine Stadtgemeinden waren.
Von der Erhebung zur Stadtgemeinde ist die Verleihung eines eigenen Statuts (Stadtrechts) zu unterscheiden. Dieses ist gemäß Art. 116 Abs. 3 B-VG einer Gemeinde mit mehr als 20.000 Einwohnern auf ihren Antrag hin durch Landesgesetz zu verleihen, wenn Landesinteressen dadurch nicht gefährdet werden. Eine Besonderheit der Statutarstädte, auch Städte mit eigenem Statut genannt, liegt in ihrem Statut als besonderem Organisationsgesetz, das Regelungen enthält, die für alle anderen Gemeinden des Landes in der Gemeindeordnung geregelt sind. Die zweite wesentliche Besonderheit ist, dass die Städte mit eigenem Statut auch die Bezirksverwaltung wahrnehmen und das Gemeindegebiet zugleich einen Bezirk bildet.

## Gebietsänderungen
Zu Gebietsänderungen von Gemeinden
kommt es entweder durch einvernehmliche Gemeinderatsbeschlüsse der betroffenen Gemeinden und anschließende Genehmigung durch die Landesregierung, oder – auch gegen den Willen betroffener Gemeinden – durch Landesgesetze. Die genauen Regelungen dazu sind in den einzelnen Bundesländern uneinheitlich.
Es gibt folgende Arten von Gebietsänderungen von Gemeinden
- Grenzänderung: Alle betroffenen Gemeinden bestehen weiter, es kommt jedoch durch Gebietstausch oder ein- oder mehrseitige Gebietsabtretungen zu Veränderungen der Gemeindegebiete und -grenzen.
- Vereinigung (Fusion, Zusammenlegung): Zwei oder mehr bisher selbständige Gemeinden werden zu einer Gemeinde vereinigt. Rechtlich entsteht durch die Vereinigung eine neue Gemeinde, auch wenn sie den Namen einer ihrer Vorgängergemeinden weiterführt. Die neue Gemeinde führt den höchsten Rang der vereinigten Vorgängergemeinden (also, falls zutreffend, Markt- oder Stadtgemeinde). Umgangssprachlich spricht man nach Zusammenlegungen oft von Großgemeinden.
- Von obigen Vereinigungen sind Eingemeindungen zu unterscheiden, bei denen eine Gemeinde vollständig in einer anderen, weiter bestehenden Gemeinde aufgeht; das ist in Österreich jedoch nur ausnahmsweise der Fall.
- Trennung (Auseinanderlegung): Eine Gemeinde wird in zwei oder mehr neue Gemeinden getrennt.
  - Neuerrichtung: Ein Sonderfall der Trennung; mit Neuerrichtung bezeichnet man im amtlichen Sprachgebrauch gelegentlich das Rückgängigmachen früherer Zusammenlegungen. Umgangssprachlich wird das auch als Wiedererrichtung bezeichnet; jedoch besteht in solchen Fällen keine rechtliche Kontinuität; z. B. geht ein für eine Gemeinde vor einer Zusammenlegung bestehendes Marktrecht nach dem Rückgängigmachen der Zusammenlegung nicht automatisch wieder an diese Gemeinde; so dass die Bezeichnung Neuerrichtung ihre Berechtigung hat.
- Aufteilung: Eine Gemeinde wird aufgelöst, ihr Gebiet fällt an zwei oder mehr bestehende und bestehenbleibende Gemeinden.
- Neubildung: Eine Gemeinde wird aus Teilen bestehender, bestehenbleibender Gemeinden gebildet.

## Geschichte
Eine mit heute vergleichbare Form der Gemeinde gibt es in Österreich erst seit dem von Kaiser Franz Joseph I. am 17. März 1849 als Kaiserliches Patent für ganz Cisleithanien, also alle nichtungarischen Länder des Kaisertums Österreich, erlassenen provisorischen Gemeindegesetz. Ausnahmen bildeten dabei teilweise die Städte und Märkte, die bereits früher direkt dem Landesherrn unterstellt wurden.
Die Aufgaben der Gemeinden hingegen standen bis dahin unter der Verantwortung des jeweiligen Grundherrn, der für Geschäfte vor Ort einen Dorfrichter einsetzte. Dieses auf dem Feudalwesen beruhende System von Grundherrschaften wurde aber 1849 infolge der Revolution 1848 aufgehoben.
Die nächste Regelung der Materie für ganz Cisleithanien erfolgte am 5. März 1862 mit dem von Kaiser und Reichsrat erlassenen Gesetz, womit die grundsätzlichen Bestimmungen zur Regelung des Gemeindewesens vorgezeichnet werden; es wurde von der Verwaltung als Reichsgemeindegesetz bezeichnet, um es von den auf seiner Basis durch Landesgesetze erlassenen Gemeindeordnungen zu unterscheiden.
Der am 30. Oktober 1918 entstandene Staat Deutschösterreich beschloss in seiner Provisorischen Nationalversammlung am 18. Dezember 1918, dass das aktive und passive Wahlrecht ohne Unterschied des Geschlechtes ausgeübt wird.
Frauen waren nun bei Wahlen gleichberechtigt. Außerdem waren jetzt auch auf Landes- und Gemeindeebene alle Männer wahlberechtigt. Bis dahin war das 1907 gesamtstaatlich eingeführte allgemeine und gleiche Männerwahlrecht von Ländern und Gemeinden nicht nachvollzogen worden.
Im am 10. November 1920 in der Republik Österreich in Kraft getretenen Bundes-Verfassungsgesetz
wurden wiederum nur Grundsätze für die Struktur der Gemeinden bestimmt; Details waren wie bis dahin der Landesgesetzgebung überlassen.
Vom 15. September 1938 bis zum Ende des Zweiten Weltkrieges galt die deutsche Gemeindeordnung. Mit Art. 1 des Verfassungs-Überleitungsgesetzes vom 1. Mai 1945 wurde demokratisches österreichisches Verfassungsrecht wiederhergestellt.
§ 34 der Vorläufigen Verfassung vom 1. Mai 1945 verwies auf durch Gesetz zu erlassende Landgemeindeordnungen und Städteordnungen. Im Wesentlichen wurden im Laufe des Jahres 1945 die gesetzlichen Regelungen (Gemeindeordnungen) der Ersten Republik vor 1934 wieder in Kraft gesetzt.
1962 wurde im Nationalrat die Verfassungsgesetznovelle 1962
verabschiedet. Sie enthielt grundsätzliche Bestimmungen der Gemeindeselbstverwaltung, unter deren Beachtung die Bundesländer ihre Gemeindeordnungen in Landesgesetzen festzulegen hatten. Die Novelle bezog sich implizit auf die Europäische Charta der Gemeindefreiheiten, die 1954 von den europäischen Gemeinden in Versailles verabschiedet wurde. (Sie wurde durch die von Österreich ratifizierte, 1988 in Kraft getretene Europäische Charta der kommunalen Selbstverwaltung international rechtsverbindlich vereinbart.)
Unabhängig davon wurden in der zweiten Hälfte des 20. Jahrhunderts in einigen Bundesländern Gemeindereformen durchgeführt, bei denen vielfach Gemeinden zusammengelegt wurden. Die Gemeinden erhielten meist den Namen der größten Ortschaft, aber auch neue Gemeindenamen entstanden. Die Katastralgemeinden behielten meist ihre alten Namen. Diese Zusammenlegungen stießen aber immer wieder auf Widerstand in der Bevölkerung, weil die Bevölkerungsstrukturen nicht zusammenpassten oder manche Orte sich benachteiligt fühlten. So wurden manche zusammengelegten Gemeinden auch nach Jahrzehnten wieder geteilt. Es gibt auch nach wie vor Kleinstgemeinden mit weniger als 100 Einwohnern.
In der Steiermark hat sich die Landesregierung 2011 dazu bekannt, im Zuge einer Strukturreform die Zahl der Bezirke und der Gemeinden beträchtlich zu reduzieren. Auslöser dieser Bestrebungen war die hohe Verschuldung des Bundeslandes und die daher bestehende Notwendigkeit, wesentliche Einsparungen im Verwaltungssektor zu Stande zu bringen. Die Zusammenlegung der Bezirke erfolgte von 2012 bis 2013, die der Gemeinden wurde 2015 wirksam.

## Statistisches
Quelle für den gesamten Abschnitt: Statistik Austria bzw. für die Flächen: Bundesamt für Eich- und Vermessungswesen (BEV)

### Anzahl der Markt- oder Stadtgemeinden sowie Statutarstädte
Verteilung der Gemeinden nach Typen (Stand: Juni 2025):
| Bundesland       | Gemeinden insgesamt | Statutar- städte | Stadt- gemeinden | Markt- gemeinden | „einfache“ Gemeinden | Ø Einwohner / Gemeinde |
| ---------------- | ------------------- | ---------------- | ---------------- | ---------------- | -------------------- | ---------------------- |
| Burgenland       | 171                 | 2                | 11               | 67               | 91                   | 1.765                  |
| Kärnten          | 132                 | 2                | 15               | 47               | 68                   | 4.319                  |
| Niederösterreich | 573                 | 4                | 73               | 326              | 170                  | 3.015                  |
| Oberösterreich   | 438                 | 3                | 31               | 151              | 253                  | 3.506                  |
| Salzburg         | 119                 | 1                | 10               | 25               | 83                   | 4.814                  |
| Steiermark       | 285                 | 1                | 34               | 122              | 128                  | 4.462                  |
| Tirol            | 277                 | 1                | 11               | 20               | 245                  | 2.807                  |
| Vorarlberg       | 96                  | –                | 5                | 12               | 79                   | 4.289                  |
| Wien             | 1                   | 1                | –                | –                | –                    | 2.028.289              |
| Österreich       | 2093                | 15               | 188              | 772              | 1118                 | 3.428 / 4.396*         |

* Durchschnittswerte ohne und mit der als Großstadt anzusehenden Stadt Wien. Einwohner Stand: 1. Jänner 2025

### Größte und kleinste Gemeinden
für alle Einwohnerzahlen:  Stand 1. Jänner 2025; für alle Flächen: Stand 1. Jänner 2024

#### Nach Einwohnern
- Die größte Gemeinde Österreichs ist die Statutarstadt Wien mit 2.028.289 Einwohnern, gefolgt von den Statutarstädten Graz (305.314) und Linz (213.557).
- Die größte Gemeinde ohne eigenes Statut ist die Stadt Dornbirn in Vorarlberg mit 52.108 Einwohnern.
- Die größte Marktgemeinde ist Lustenau in Vorarlberg mit 24.603 Einwohnern, gefolgt von Telfs (16.439) und Perchtoldsdorf (14.960).
- Die größte Gemeinde ohne Stadt- oder Marktrecht ist Wals-Siezenheim im Bezirk Salzburg-Umgebung mit 14.413 Einwohnern, die Gemeinde trägt daher den Beinamen „größtes Dorf Österreichs“. Die einzige weitere einfache Gemeinde mit über 10.000 Einwohnern ist Seiersberg-Pirka (12.289 Einwohner).
- Die kleinste Gemeinde Österreichs ist Gramais im Bezirk Reutte in Tirol mit 43 Einwohnern. Ebenfalls unter 100 Einwohnern haben die Gemeinden Namlos (54), Tschanigraben (64), Kaisers (71), Hinterhornbach (89) und Pfafflar (93). Bis auf Tschanigraben (Bezirk Güssing im Burgenland) liegen alle genannten Gemeinden ebenfalls im Bezirk Reutte.
- Die kleinste Marktgemeinde ist  Waldkirchen an der Thaya im Bezirk Waidhofen an der Thaya in Niederösterreich mit 484 Einwohnern, gefolgt von Gutenbrunn (511), Loretto (520) und Falkenstein (559).
- Die kleinste Stadtgemeinde ist Rattenberg in Tirol mit 462 Einwohnern, gefolgt von den niederösterreichischen Städten Dürnstein (816) und Schrattenthal (874).
- Die kleinste Statutarstadt ist Rust im Burgenland mit 1933 Einwohnern.

#### Nach Fläche
- Die flächengrößte Gemeinde Österreichs ist Sölden im Bezirk Imst in Tirol mit 46.688,73 ha, gefolgt von der Statutarstadt Wien (41.483 ha), der Stadt Mariazell im Bezirk Bruck-Mürzzuschlag in der Steiermark (41.413,75 ha) und der Marktgemeinde Admont im Bezirk Liezen in der Steiermark (30.002,52 ha)
- Die flächenkleinste Gemeinde Österreichs ist die Stadt Rattenberg im Bezirk Kufstein in Tirol mit 11,19 ha, gefolgt von der Gemeinde Röns im Bezirk Feldkirch in Vorarlberg (144,53 ha) sowie der Marktgemeinde Hirtenberg im Bezirk Baden (147,10 ha) in Niederösterreich. Die flächenkleinste Statutarstadt ist Rust im Burgenland mit 2.000,97 ha.